# Zysławice
Zysławice – wieś w Polsce, położona w województwie świętokrzyskim, w powiecie kazimierskim, w gminie Kazimierza Wielka.
Wieś duchowna, własność Opactwa Cystersów w Mogile położona była w drugiej połowie XVI wieku w powiecie proszowskim województwa krakowskiego. W latach 1975–1998 miejscowość administracyjnie należała do województwa kieleckiego.

## Integralne części wsi
| SIMC    | Nazwa      | Rodzaj    |
| ------- | ---------- | --------- |
| 0242536 | Jankowskie | część wsi |
| 0242542 | Podgaje    | część wsi |
| 0242559 | Zadworze   | część wsi |

## Historia
W okresie przedwojennym zorganizowano we wsi organizację chłopską "Wici". Jej współorganizatorem był Aleksander Rusiecki herbu Poraj – działacz ludowo-patriotyczny. Za organizowanie tak zwanych strajków chłopskich, sądzony i skazany przez ówczesne władze. Zorganizował również oddziały Batalionów Chłopskich, działających na terenie wsi.